# Paracontias kankana
Paracontias kankana — вид сцинкоподібних ящірок родини сцинкових (Scincidae). Ендемік Мадагаскару.

## Поширення і екологія
Paracontias kankana мешкають на північному сході острова Мадагаскар, від Національного парку Марожежі в регіоні Сава до озера Алаотра в регіоні Алаотра-Мангоро. Вони живуть у вологих тропічних лісах, серед опалого листя.

## Збереження
МСОП класифікує цей вид як вразливий. Paracontias kankana загрожує знищення природного середовища.